# 皮亚扎布伦巴纳
皮亚扎布伦巴纳（義大利語：Piazza Brembana），是意大利贝加莫省的一个市镇。总面积6.54平方公里，人口1267人，人口密度193.7人/平方公里（2009年）。国家统计（ISTAT）代码为016164。